# Bùi Bá Kỳ
Bùi Bá Kỳ (chữ Hán: 裴伯耆, 1344 - ?) là một võ tướng thời nhà Trần và thời thuộc Minh trong lịch sử Việt Nam.

## Tiểu sử
Bùi Bá Kỳ là người làng Phù Nội thuộc châu Hạ Hồng, trấn Ninh Giang xưa; nay thuộc huyện Thanh Miện, tỉnh Hải Dương.
Theo lời biểu của Bùi Bá Kỳ tâu với vua Minh Thành Tổ, thì cha ông Bùi Bá Kỳ đều làm chính đại phu, chết vì việc nước. Mẹ ông cũng có họ hàng gần với nhà Trần cho nên thuở nhỏ ông được vào hầu quý vương, làm quan đến ngũ phẩm, sau theo làm tỳ tướng của tướng Trần Khát Chân. Theo sách Đại Nam nhất thống chí, ông từng đỗ Thái học sinh của nhà Trần..
Khi Hồ Quý Ly giết hại Trần Khát Chân và tông thất nhà Trần, nghe lời bạn là Lê Cảnh Tuân, liền chạy sang Yên Kinh (Bắc Kinh) gặp Minh Thành Tổ, xin nhà Minh mang quân sang đánh nhà Hồ và lập lại nhà Trần. Nghe lời tâu, vua Minh lấy làm cảm động sai quan chu cấp cơm áo cho ông.
Minh thực lục và Minh sử chép:
Vĩnh Lạc năm 2 (1404), tháng 8, ngày 6 (Ất Hợi), bầy tôi nước An Nam là Bùi Bá Kỳ (裴伯耆) đến báo cấp, dâng biểu tâu rằng:
“Thần đời đời phụng sự họ Trần nước An Nam, tổ phụ đều làm đại phu chấp chính, chết vì nước. Mẫu thân thần là người họ Trần, thuộc dòng gần. Thần từ nhỏ đã hầu vua, được phong ngũ phẩm, sau theo Vũ Tiết hầu Trần Khát Chân (陳渴真) làm phó tướng. Năm Hồng Vũ thứ 32 (1399), thay Khát Chân đem quân ra Đông Hải chống giặc Oa.
Giặc thần là cha con Lê Quý Ly (黎季犛) giết vua, cướp ngôi, tàn sát trung thần, diệt tộc đến hàng trăm người. Anh em, vợ con thần cũng bị bắt giết, sai người truy bắt thần, định đem làm mắm. Thần nghe biến cố, bỏ quân trốn chạy, lẩn vào núi rừng, sống nơi hoang vắng, cùng người man, khỉ vượn mà ở, lòng trung đau đáu, u uất không nơi bày tỏ.
Gần đây nghe tin Hoàng thượng lên ngôi, thống nhất muôn phương, thần muốn bày tỏ gan ruột, xin diệt giặc này. Trải hiểm vượt nguy, đến được biên giới, cùng thương nhân gánh vác vượt qua, tháng Tư năm nay mới đến được nha môn Tư Minh, may mắn được thấy ánh trời.
Thần thiết nghĩ giặc thần Lê Quý Ly vốn là con của cựu Kinh lược sứ Lê Quốc Kỳ (黎國耆), đời đời phụng sự họ Trần, nhờ ân sủng mà được vinh hiển. Con hắn là Lê Thương (黎蒼) cũng được làm quan lớn. Một sớm đắc chí, liền giết vua cướp ngôi, đổi tên thành Hồ Nhất Nguyên (胡一元), con là Hồ Đê (胡𡗨), xưng đế, đổi niên hiệu, không tuân mệnh triều đình, tàn bạo với dân, khiến trăm họ oán than, kêu trời khóc đất, trung thần hiền sĩ đều đau lòng.
Thần vì nghĩa mà cảm động, mạo muội dâng biểu, mong bệ hạ mở rộng lòng nhân, thương xót dân vô tội, phát binh cứu giúp, nối lại dòng dõi đã tuyệt. Nếu thần được mang cung tên đi trước, dẫn đường phát huy thiên uy, thì những người trung nghĩa sẽ tụ họp như mây, hưởng ứng mà tiêu diệt giặc, quét sạch gian tà, phục lập con cháu họ Trần làm chủ đất này, thì dân man phương xa sẽ ngưỡng mộ thánh đức, kính cẩn triều cống, mãi làm phiên thuộc.
Thần bất tài, xin được noi theo Thân Bao Tư, dám lấy tội chết mà cầu xin. Cúi mong bệ hạ thương xót.”

Thượng hoàng cảm thương, lệnh cho quan hữu trách cấp áo quần, lương thực cho ông.
Ít lâu sau có Trần Thiêm Bình chạy qua nước Lão Qua sang Bắc Kinh, tự xưng là con vua Trần Minh Tông, cũng xin nhà Minh khởi binh báo thù. Nhưng Bùi Bá Kỳ không biết Trần Thiêm Bình là ai. Đoàn sứ của Hồ Nguyên Trừng gửi sang sau đó nhận ra Trần Thiêm Bình. Bùi Bá Kỳ chửi mắng sứ đoàn. Minh Thành Tổ hỏi Thiêm Bình cần bao nhiêu quân để đưa về nước, Thiêm Bình nói rằng chỉ cần vài nghìn người, đến đó người ta tự nguyện hành phục. Bùi Bá Kỳ nói rằng không thể được. Vua Minh giận, phế bỏ Bá Kỳ, đem ông an trí ở Thiểm Tây, Cam Túc.
Đến khi Thiêm Bình thất bại, vua Minh cho gọi Bá Kỳ về ban sắc cho và ân cần hứa hẹn sẽ lập con cháu nhà Trần và để ông làm phụ thần. Rồi sai Bá Kỳ theo quân Minh về nước...
Sau đó, vua Minh Thành Tổ lấy chiêu bài "Phù Trần diệt Hồ" sai Trương Phụ dẫn quân rầm rộ kéo sang, rồi chiếm đóng luôn nước Việt. Bùi Bá Kỳ được nhà Minh phong chức Hữu tham nghị.

Minh thực lục chép:
Năm 1406, tháng 8, ngày 18 (Đinh Mùi), triều đình ban chiếu:
- Thăng chức Châu Nam (周南), Đồng tri phủ Triệu Khánh (肇慶府), làm Phó sứ Ty án sát Tứ Xuyên (四川按察司副使).
- Ban mũ áo cho người An Nam quy thuận là Bùi Bá Kỳ (裴伯耆).
- Lệnh cho ông theo đại quân nam chinh.

Năm 1407, tháng 6, ... Người An Nam quy thuận là Bùi Bá Kỳ (裴伯耆) được bổ nhiệm làm Tả Hữu Tham chính (左右參政), cùng nghị bàn chính sự với cựu Án sát sứ Hà Nam là Nguyễn Hữu Chương (阮友彰).
Năm 1407, thất vọng vì biết vua quan nhà Minh không có ý định tái lập nhà Trần, Lê Cảnh Tuân viết thư (Vạn ngôn thư) khuyên Bùi Bá Kỳ yêu cầu nhà Minh giữ lời hứa...Đọc thư xong, ông vội giấu kín trong nhà .
Sau, người nhà Minh ngờ Bùi Bá Kỳ có phản lại, bèn bắt đưa về Kim Lăng (Nam Kinh). Sách Đại Việt sử ký toàn thư của Ngô Sĩ Liên chép việc này như sau:
(Tuy làm quan, nhưng) Bá Kỳ không dự với đồng liêu ở nha môn, chỉ ở nhà riêng thu nạp các viên quan cũ bị sa cơ lỡ bước. Bấy giờ viên thổ hào ở Đông Triều là Phạm Chấn lập Trần Nguyệt Hồ làm vua ở Bình Than, đề cờ chiêu an gọi là Trung nghĩa quân, cho nên người Minh ngờ Bá Kỳ (có bụng khác)...
Theo Từ điển nhân vật lịch sử Việt Nam thì trong thời gian Bùi Bá Kỳ bị giam ở Nam Kinh, người nhà Minh đã giết chết ông .

## Lời biểu (trích)
Lời biểu của Bùi Bá Kỳ tâu với vua Minh đại lược như sau:
... Cha ông tôi đều làm chính đại phu, chết vì việc nước. Mẹ tôi cũng có họ hàng gần với nhà Trần cho nên thuở nhỏ tôi được vào hầu quý vương, quan đến ngũ phẩm, sau theo làm tì tướng với Võ tiết hầu Trần Khát Chân. Cuối năm Hồng Võ, Khát Chân đi dẹp giặc ở Đông Hải mà rồi cha con tặc thần Lê Quý Ly (tên cũ của Hồ Quý Ly) giết chúa chiếm ngôi, tàn sát trung lương, kẻ bị diệt, tộc kể có trăm mười mấy người mà vợ con anh em tôi cũng đều ngộ hại. Bọn họ sai người bắt tôi định làm thịt ướp muối, tôi phải bỏ chạy dài, ẩn hang núi, ước mong tới cửa khuyết đặng bày gan phơi ruột. Dần dà đến vài năm mới thấy được thiên nhan.
Tôi trộm nghĩ rằng: Quý Ly là con viên cố Kinh lược sử Lê Quốc Kỳ, đời đời thờ nhà Trần được sủng vinh; lại con là Thương cũng đội ơn trao cho trọng trách. Nay nhất đán đắc chí trở nên kẻ soán đoạt, thay họ đổi tên, chiếm ngôi đặt hiệu, không tuân mạng triều đình, khiến cho kẻ trung lương phải chướng mắt đau lòng, chỉn mong dấy quân điếu phạt, tôn nghi nối dòng, trừ diệt bọn gian ác, lập lại con cháu nhà Trần thì tôi chết cũng không hủ.
Tôi bắt chước lòng trung của Thân Bao Tự kêu gào dưới cửa khuyết, mong đức hoàng đế cứu xét cho..."

## Lời bàn
GS. Nguyễn Khắc Thuần có lời bàn về Bùi Bá Kỳ như sau:
Bá Kỳ chạy sang Trung Quốc, trong sự căm ghét họ Hồ bởi sự thoán nghịch, còn có sự căm ghét bởi chủ cũ của Bá Kỳ là Trần Khát Chân bị Hồ Quý Ly giết hại. Ấy là lẽ có thể cảm thông. Song cầu cứu quân Minh thì có gì việc rước voi về giày mả tổ?
Bùi Bá Kỳ nhận thư vạn ngôn của Lê Cảnh Tuân rồi bỏ đấy, không dám bầy tỏ chút ưu ái với Cảnh Tuân, ấy là lỗi.
Ông không hề có tham vọng ích kỷ và bẩn thỉu như Trần Thiêm Bình, nhưng sự mơ hồ của ông rốt cuộc cũng dẫn đến hậu quả nghiêm trọng không kém. Mới hay, sự phản bội có chủ đích với lòng trung ngây thơ mù quán, đôi khi cũng dễ trộn lẫn vào nhau. Sử cũ viết rằng Bùi Bá Kỳ bị quân Minh nghi ngờ nên bắt đem về Kim Lăng...(Vì) quân thù tin rằng: hễ tỉnh ngộ, thế nào Bùi Bá Kỳ cũng chống lại quân Minh xâm lược, cho nên cứ hãy bắt ông ngay khi ông chưa kịp tỉnh ngộ là tốt hơn cả...Thương hại thay Bùi Bá Ký!

## Sách tham khảo
- Ngô Sĩ Liên, Đại Việt sử ký toàn thư (Tập 2, bản dịch). Nhà xuất bản Khoa học Xã hội, Hà Nội, 1985.
- Nguyễn Q, Thắng-Nguyễn Bá Thế, Từ điển lịch sử nhân vật Việt Nam, mục từ "Bùi Bá Kỳ". Nhà xuất bản Khoa học Xã hội, 1992.
- Nguyễn Khắc Thuần, Việt sử giai thoại (Tập 4 - Thời Hồ và thời thuộc Minh). Nhà xuất bản Giáo dục, 1998.